# Cantó de Poitiers-1
El cantó de Poitiers-1 és un cantó francès del departament de la Viena, situat al districte de Poitiers. Compta amb 1 municipi i part del de Poitiers.

## Municipis
- Migné-Auxances
- Poitiers (part)

## Història
| Data d'elecció                           | Identitat        | Partit              | Qualitat |
| ---------------------------------------- | ---------------- | ------------------- | -------- |
| 1951-1970                                | Jacques Masteau  | Radical independent |          |
| 1970-1973                                | Pierre Vertadier | UDR                 |          |
| 1973-1976                                | Pierre Saumon    | RI                  |          |
| 1976-                                    | Maurice Monange  | PS                  |          |
| les dades anteriors no són pas conegudes |                  |                     |          |
|                                          |                  |                     |          |